# Libor Lukáš
Libor Lukáš (* 19. srpna 1961 Slavičín) je český politik a stavební technik, v letech 2004 až 2008 hejtman Zlínského kraje (mezi roky 2008 až 2012 první náměstek hejtmana), v letech 2000 až 2016 zastupitel Zlínského kraje, bývalý člen ODS a Trikolory.

## Vzdělání a profese
V letech 1976 až 1980 studoval na SPŠ stavební ve Zlíně, studium ukončil maturitou. S větším časovým odstupem v letech 2006 až 2009 vystudoval na Univerzitě Jana Amose Komenského bakalářský obor Masová a sociální komunikace.
Původním povoláním je stavební technik, v 80. letech 20. století působil především při výstavbě dálniční sítě. Po roce 1989 byl tajemníkem radnice v Bojkovicích. Od roku 1993 se věnuje soukromému podnikání a řídí firmu poskytující komunální služby.
Libor Lukáš je ženatý, s manželkou Ivou mají dva syny.

## Politická kariéra
Do politiky vstoupil, když byl v komunálních volbách v roce 1994 zvolen za ODS do Zastupitelstva obce Pitín na Uherskohradišťsku. V komunálních volbách v roce 1998 však mandát neobhájil. Vrátil se do něj až po volbách v roce 2002. Mandát pak obhájil v letech 2006, 2010, 2014 i 2018. Posledně jako nestraník za Soukromníky. V komunálních volbách v roce 2022 kandidoval do Zastupitelstva obce Pitín z 2. místa kandidátky subjektu „SPOLEČNĚ PRO PITÍN“ (tj. Trikolora a nezávislí kandidáti). Mandát zastupitele obce se mu podařilo obhájit. Dne 21. října 2022 byl rovněž zvolen radním obce.
Ve volbách v roce 2000 byl zvolen do Zastupitelstva Zlínského kraje a následně se stal náměstkem hejtmana. Post krajského zastupitele obhájil i v krajských volbách v roce 2004 a v letech 2004 až 2008 působil jako hejtman Zlínského kraje za ODS. V krajských volbách v říjnu 2008 neúspěšně usiloval o obhajobu postu hejtmana. Zůstal však krajským zastupitelem a po uzavření koaliční smlouvy s ČSSD a KDU-ČSL byl zvolen do pozice 1. náměstka hejtmana. V krajských volbách v roce 2012 se opět dostal do krajského zastupitelstva, ale zůstal pouze v roli opozičního zastupitele. Několik měsíců byl uváděn jako poradce premiéra Petra Nečase pro dopravu. V krajských volbách v roce 2016 již nekandidoval. V krajských volbách v roce 2020 kandidoval do Zastupitelstva Zlínského kraje ze 44. místa kandidátky koalice „TRIKOLORA – SOUKROMNÍCI – NEZÁVISLÍ“, avšak nebyl zvolen. V krajských volbách v roce 2024 kandiduje do Zastupitelstva Zlínského kraje z 5. místa kandidátky koalice „Nezávislý HLAS pro Zlínský kraj“ (tj. Soukromníci, NEZ a Svobodní).
V doplňovacích volbách do Senátu PČR v roce 2014 v obvodu č. 80 – Zlín kandidoval za ODS. V prvním kole získal 16,52 % hlasů, skončil druhý a postoupil do druhého kola spolu s kandidátem KDU-ČSL Patrikem Kunčarem. Ve druhém kole získal 36,83 % hlasů, a nebyl tak zvolen senátorem.
Také ve volbách do Senátu PČR v roce 2018 kandidoval v obvodu č. 80 – Zlín, tentokrát však jako nestraník za Soukromníky. Podpořila ho i ODS. Se ziskem 27,21 % hlasů skončil v prvním kole voleb na 2. místě a ve druhém kole se utkal s lidovcem Patrikem Kunčarem. Opět s ním však prohrál poměrem hlasů 39,22 % : 60,77 %.
V červnu 2019 začal spolupracovat s hnutím Trikolóra. Ve volbách do Poslanecké sněmovny PČR v roce 2021 byl lídrem politické formace „Trikolora, Svobodní, Soukromníci" ve Zlínském kraji, ale mandát nezískal, neboť se uskupení do Poslanecké sněmovny vůbec nedostalo.